# Kancléř
Kancléř (latinsky cancellarius) je oficiální titul, který se užívá většinou v zemích, jejichž civilizace přímo či nepřímo navazuje na civilizaci Římské říše. V různých dobách a státech označoval a označuje velmi různorodé povinnosti a nosí ho úředníci požívající různých stupňů důstojnosti. Úřad kancléře se nazývá kancléřství nebo kancelář. Původně byli kancléři (cancellarii) sluhové u římských soudů, seděli u mříže nebo závory (cancelli) přepážky baziliky nebo soudního dvoru, která oddělovala soudce a porotu od diváků. Za císařství to byli důstojníci, kteří chránili císaře v paláci u vchodu do jeho soukromých pokojů nebo před jeho stanem. Císař Carinus způsobil velké pozdvižení, když jmenoval jednoho ze svých kancléřů římským prefektem. Ve středověku byl kancléř osobou odpovědnou za královské listiny a hlavním diplomatem krále.
Kromě běžného významu představeného kanceláře se slovo kancléř může vztahovat v různých zemích k různým úřadům:
- nejvyšší představitel vlády, její premiér (např. spolkový kancléř v Německu)
- vedoucí správy univerzity
- úředník církevní diecéze, který má na starosti především její právní záležitosti
- přednosta diplomatického nebo konzulárního zastoupení